# Lygodactylus insularis
Espèce
Lygodactylus insularis est une espèce de geckos de la famille des Gekkonidae.

## Répartition
Cette espèce est endémique de l'île Juan de Nova dans le canal du Mozambique.

## Publications originales
- Boettger, 1913 : Reptilien und Amphibien von Madagascar, den Inseln und dem Festland Ostafrikas. in Voeltzkow, Reise in Ost-Afrika in den Jahren 1903-1905 mit Mitteln der Hermann und Elise geb. Heckmann-Wentzel-Stiftung. Wissenschaftliche Ergebnisse. Systematischen Arbeiten. vol. 3, no 4, p. 269-376 (texte intégral).